# Karl Scheurer

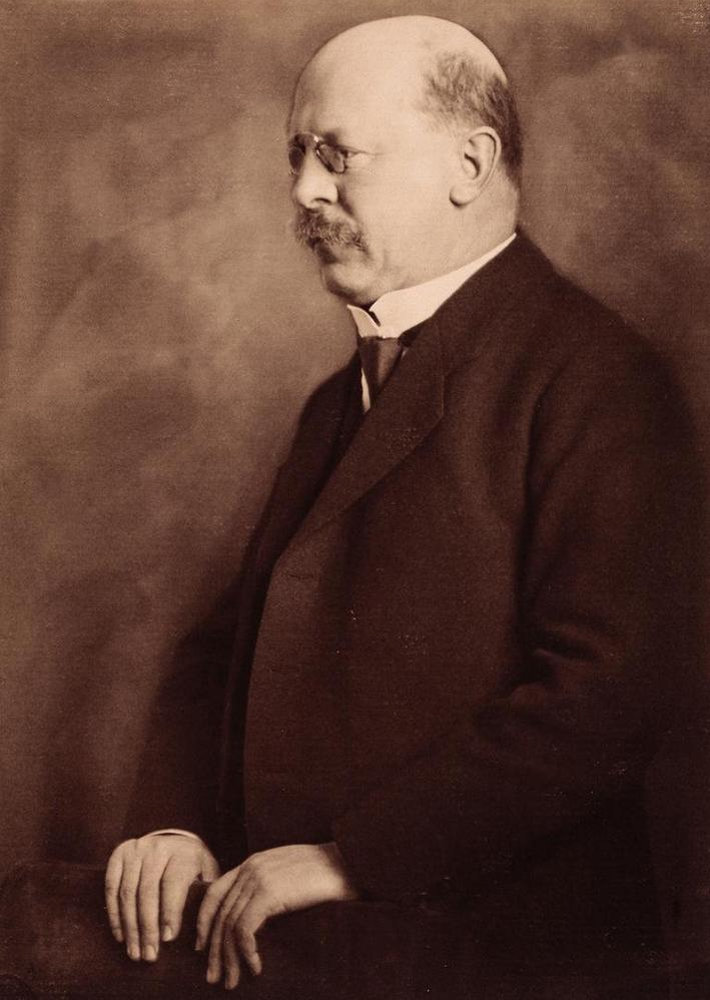
Karl Scheurer

Karl Scheurer (ur. 27 września 1872 w Sumiswald, zm. 14 listopada 1929 w Bernie), szwajcarski polityk, członek Rady Związkowej od 11 grudnia 1919 do śmierci. Był ministrem obrony (1920 – 1929).
Był członkiem Radykalno-Demokratycznej Partii Szwajcarii.
Pełnił funkcje wiceprezydenta (1922, 1929) i prezydenta (1923) Konfederacji.